# 根室湾

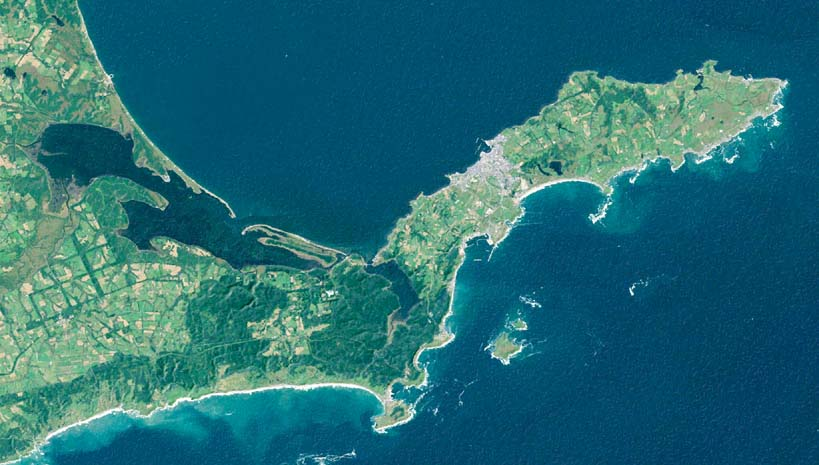
卫星图像

根室湾（日语：根室湾/ねむろわん）是位于日本北海道根室半岛北部的一处水体。它面对鄂霍次克海，主要流入河流为春別川和床丹川。这里有丰富的渔业资源，南部的港口有床丹港、別海港等。
43°21′40″N 145°27′13″E / 43.36111°N 145.45361°E